# Chun-Li (chanson de Nicki Minaj)
Singles de Nicki Minaj
Barbie Tingz
(2018) Ball For Me
(2018)
Chun-Li est un single de la rappeuse et chanteuse américaine Nicki Minaj, sorti le 12 avril 2018 sous les labels Young Money et Cash Money et extrait de son 4e album studio Queen.
Aux États-Unis, le single atteint la 10e place au classement américain Hot 100, devenant le 16e titre de la rappeuse à atteindre le top 10. En France, Chun-Li atteint le top 30.

## Développement et sortie
Après un hiatus de trois mois sur les réseaux sociaux, Minaj brise le silence le 10 avril 2018. Elle annonce sur Instagram la sortie de deux chansons pour le 12 avril, Chun-Li et Barbie Tingz, et poste les illustrations de ces titres. Chun-Li, qui tire son nom du personnage éponyme du jeu vidéo Street Fighter, sort avec le single promotionnel Barbie Tingz en tant qu'extrait du quatrième album de la rappeuse : Queen. Les titres sont disponibles en streaming et en copie digitale sous les labels Young Money et Cash Money. La sortie de ceux-ci coïncide avec la date du dixième anniversaire de Sucka Free, la seconde mixtape de Minaj publiée en 2008. Le 29 mai, Minaj publie une vidéo de la réalisation de la chanson en tant qu'extrait de son documentaire à venir intitulé The Making Of Queen.

## Musique et paroles
Chun-Li est produit par le producteur natif d'Atlanta J.Reid pour Chevi Muzic, Minaj étant aussi créditée en tant que coproductrice. Selon lui, Minaj voulait apporter le type de beat infusé de "boom-bap" rappelant le hip-hop new-yorkais. Minaj rencontre Reid en décembre 2017, et lui explique le type de rythme qu'elle souhaitait. Elle a ensuite rappé sur ce rythme pour lui donner une idée de la vibe. Il a créé treize différents beats, et Minaj en a choisi un. La chanson était complètement terminée en avril 2018 (écriture, production, mixage et mastering).
À travers les paroles de la chanson, Minaj s'en prend aux critiques auxquelles elle fait face sur les réseaux sociaux. Dans le second interlude elle rappe : « Ils ont besoin de rappeurs comme moi ! Pour pouvoir taper sur leurs putains de claviers et me donner le rôle du méchant, Chun-Li ». Elle continue sa métaphore dans le couplet à l'aide d'autres personnages féminins forts tels que Tornade et Lara Croft.

## Clips vidéos
Une vidéo filmée de manière verticale est publiée le 13 avril 2018 sur YouTube. Dans ce montage vidéo, Minaj se filme en mode selfie récitant les paroles de la chanson sur le canapé de son studio. Quelques scènes entrecoupées montrent la rappeuse se pavanant dans différentes tenues.
Le clip officiel de Chun-Li sort le 4 mai. Réalisée par Steven Klein, la vidéo montre Nicki Minaj en espionne dans un décor asiatique futuristique, vaguement inspirée par le personnage de jeu vidéo Chun-Li qui a donné son nom à la chanson. 
Le clip remporte le prix de la « Meilleure vidéo hip-hop » lors de la 35e cérémonie des MTV Video Music Awards. En septembre 2019, la vidéo cumule plus de 126 millions de vues sur YouTube.

## Accueil critique
Chun-Li reçoit un accueil favorable auprès des critiques. Bianca Gracie de Billboard affirme que « Minaj est arrogante, et c'est un compliment. Elle ressuscite son alter-ego de Nicki la Ninja en assassinant le beat avec son phrasé ingénieux, changeant d'accents avec aise ». Jon Caramanica du New York Times écrit : « Chun-Li parade avec l'autorité des années 90. Comme à son habitude, Ms. Minaj tire à balles réelles sur des ennemis anonymes, mais dans le passé, celles-ci n'avaient pas de cibles. Mais maintenant, pour la première fois depuis le début de sa carrière, il y a quelqu'un qui pourrait tirer à son tour, et gagner ». Mathew Rodriguez de Into ajoute que la chanson « claque », et Kyle Denis de BlackBoyBulletin conclut que « le flow, l'énonciation et la prestation de Nicki sont immaculés ».

## Accueil commercial
Le lendemain de sa sortie, le titre occupe la première place du classement des ventes iTunes aux Etats Unis. Chun-Li débute en 92e position dans le classement musical Billboard Hot 100 avec un jour de vente, cumulant 20 000 téléchargements, 3,5 millions de streams et quatre jours de rotation à la radio. La semaine suivante, la chanson grimpe en 10e position avec 38 000 exemplaires vendus et 22,1 millions de streams. Il s'agit du sixième top 10 de Minaj en tant qu'artiste principale et 16e en tout, prolongeant son record de la rappeuse ayant le plus de singles au top 10. Chun-Li fait aussi le plus grand saut dans le classement (82 positions) depuis le single Roar de Katy Perry en 2013. La chanson chute en 48e position lors de sa troisième semaine de sortie, puis en 50e position lors de la quatrième. La sortie du clip vidéo propulse le single en 19e position lors de sa cinquième semaine de sortie. Chun-Li est certifié platine le 30 juin 2018 par la RIAA, ayant vendu 1 million d'exemplaires.
Chun-Li atteint également le top 20 au Canada et le top 30 au Royaume-Uni. En France, le titre débute en 29e position du classement des ventes iTunes le 12 avril 2018, et culmine en 7e position le 13 avril. Chun-Li atteint la 30e position du classement musical national. 

## Impact culturel
Plusieurs rappeurs américains inspirés par le beat ont enregistré leur propre freestyle sur le rythme de Chun-Li : Juelz Santana, BlocBoy J, Baby Soulja.
Après la publication de l'illustration du single, sur laquelle Minaj porte un blouson, un string et des bottes arborant le logo de Fendi, la marque enregistre une augmentation des ventes de ces articles. À la suite du buzz que Minaj crée pour la marque, Fendi signe un contrat et sort en octobre 2019 une collection capsule en collaboration avec la rappeuse intitulée Fendi Prints On, une référence aux paroles de Chun-Li. Certains articles arborent un dessin inspiré du look de Minaj tiré de la pochette du morceau.  

## Performances
Minaj interprète le titre en direct pour la première fois durant le set de Future au Rolling Loud Festival le 13 mai 2018. Elle interprète également la chanson durant le dernier épisode de la 43e saison de Saturday Night Live le 19 mai, ainsi que le titre Poke It Out en compagnie de Playboi Carti. Le 23 juin, elle interprète un medley de Chun-Li et Rich Sex lors de la cérémonie des BET Awards 2018. 

## Crédits
Crédits adaptés de Spotify.
- Nicki Minaj : interprète, compositrice et productrice
- Jeremy Reid : compositeur, producteur

## Classements mondiaux

### Classements hebdomadaires
| Classement (2018)              | Meilleure position |
| ------------------------------ | ------------------ |
| Australie (ARIA)               | 54                 |
| Canada (Hot 100)               | 18                 |
| Écosse (OCC)                   | 34                 |
| États-Unis (Hot 100)           | 10                 |
| États-Unis (R&B/Hip-Hop Songs) | 6                  |
| États-Unis (Rhythmic)          | 7                  |
| France (SNEP)                  | 30                 |
| Irlande (IRMA)                 | 65                 |
| Nouvelle-Zélande (RMNZ)        | 2                  |
| Portugal (AFP)                 | 100                |
| Royaume-Uni (UK Singles Chart) | 26                 |
| Suède (Sverigetopplistan)      | 9                  |
| Suisse (Schweizer Hitparade)   | 99                 |

### Classements de fin d'année
| Classement (2018)              | Position |
| ------------------------------ | -------- |
| États-Unis (R&B/Hip-Hop Songs) | 49       |

## Certifications
| Pays        | Certification | Ventes    |
| ----------- | ------------- | --------- |
| Australie   | Platine       | 70 000    |
| Canada      | Or            | 40 000    |
| États-Unis  | Platine       | 1 000 000 |
| Royaume-Uni | Argent        | 200 000   |